# Вериги

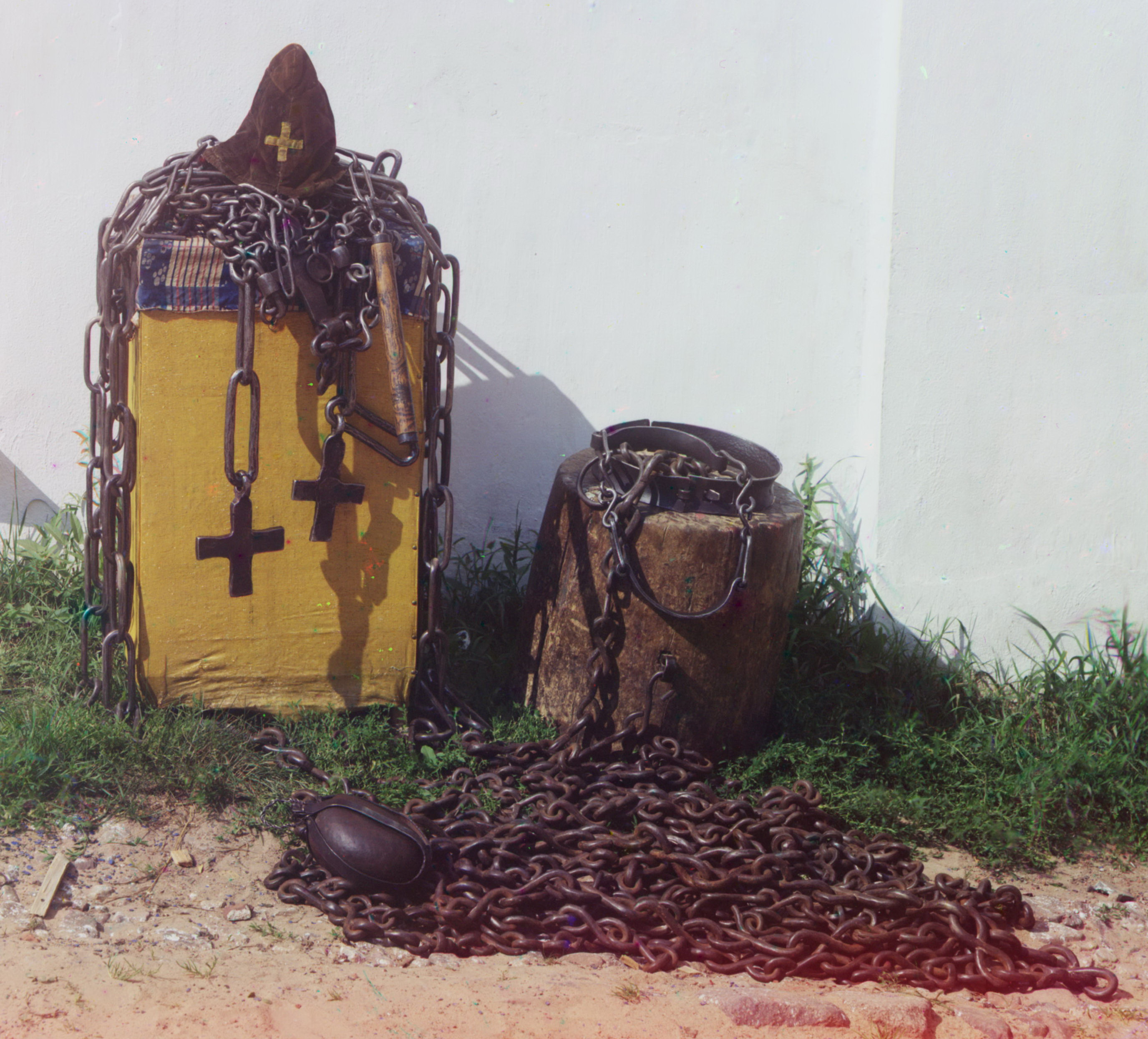
Шапочка, батіг та вериги преподобного Іринарха Ростовського, 1911 р.

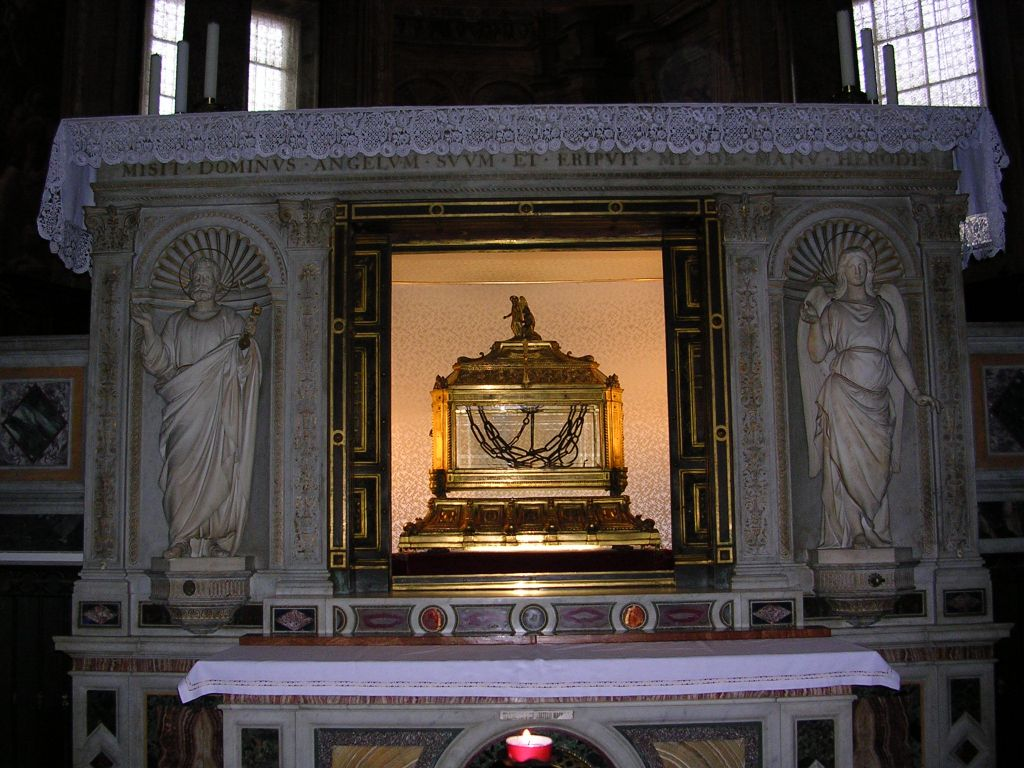
Вериги апостола Петра

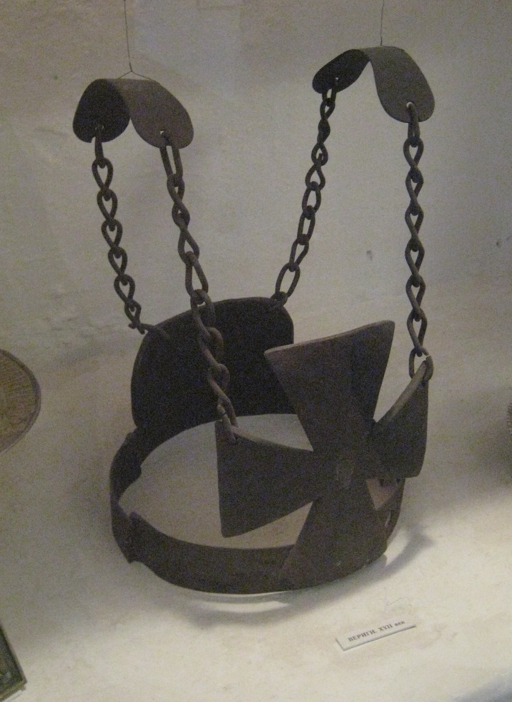
Вериги в Псковському музеї

Вери́ги (староцерк.-слов. верига — «ланцюг») — важкі металеві ланцюги, окови чи інші предмети, які постійно носили на руках або тілі релігійні фанатики з метою самокатування, для «приборкання плоті», як доказ відданості богові. Різновид «аскетичного подвигу», добровільного мучеництва. 
Вериги носили Феодосій Печерський, Йоан Багатостраждальний, Даніїл Переяславський, Микита Стовпник, Серафим Саровський та ін. У теперішний час вживаються рідко.

## Види
Від ранніх часів християнства серед вериг, які носили переважно монахи-аскети, схимники, відомі:
- довгі залізні ланцюги з хрестами, якими обмотували тіло,
- нашийники з ланцюгами,
- залізні пояси,
- ікони й наплічні смуги з ланцюгами, іноді пронизані крізь тіло,
- залізні капелюхи,
- залізні підошви,
- кайдани тощо.[3]

## Вериги святого Петра
Вериги святого Петра — ланцюги, якими за переказами був скутий апостол Петро в Мамертинській в'язниці в Римі (за іншою версією під час його арешту в Єрусалимі, про який згадано в 12-й главі Діянь апостольських). Зберігаються вериги в Римі в церкві Сан-П'єтро-ін-Вінколі (італ. Chiesa di San Pietro in Vincoli). Спочатку зберігалися в Константинополі. В V столітті імператриця Євдокія відправила один ланцюг в Рим як дарунок папі Льву I, який побудував окремий храм для зберігання реліквії. Ланцюг, надісланий із Константинополя, був поміщений до церкви разом з іншими кайданами, в яких апостол Петро утримувався під арештом за імператора Нерона. Нині ланцюги знаходяться в прозорій дарохранильниці біля центрального вівтаря.
У православній церкві святкування поклоніння чесним веригам апостола Петра чиниться 16 січня.

## У літературі
Щось схоже на вериги носив герой казки «Пригоди барона Мюнхгаузена».

«Ледве я від'їхав від турецької столиці, як мені попався назустріч маленький чоловік, що біг з незвичайною швидкістю. До кожної його ноги була прив'язана важка гиря, та все ж він летів як стріла. — Куди ти? — запитав я його. — І навіщо ти прив'язав до ніг ці гирі? Адже вони заважають бігти! — Три хвилини тому я був у Відні, — відповів на бігу чоловік, — а зараз йду до Константинополя пошукати собі якої-небудь роботи. Гирі ж повісив до ніг, щоб не бігти дуже швидко, тому що поспішати мені нікуди».